# Раму языки
Раму языки — группа папуасских языков (семья Сепик-раму языки), распространённых на территории Индонезии. Общее число языков, согласно Ethnologue — 37.

## Классификация
1. Собственно Раму языки
  1. Аннабергские языки
    1. Аиан языки
      1. Аионе язык
      2. Анор язык

    2. Рао языки
      1. Рао язык

  2. Арафундийские языки
    1. Арафунди язык

  3. Гоамские языки
    1. Атаитанские языки
      1. Андарум язык
      2. Канггапе язык
      3. Танггу язык
      4. Тангуат язык

    2. Тамоланские языки
      1. Акрукай язык
      2. Брери язык
      3. Игана язык
      4. Инапанг язык
      5. Итутанг язык
      6. Коминимунг язык
      7. Ромкун язык

  4. Грасские языки
    1. Банаро языки
      1. Банаро язык

    2. Собственно Грасские языки
      1. Абу язык
      2. Амбакич язык
      3. Ап-Ма язык
      4. Горову язык

  5. Рубонийские языки
    1. Мисегианские языки
      1. Аруаму язык
      2. Кире язык
      3. Сепен язык

    2. Оттилиенские языки
      1. Авар язык
      2. Бореи язык
      3. Боснгун язык
      4. Ватам язык
      5. Каиан язык
2. Юат-Лангамские языки
  1. Монгол-Лангамские языки
    1. Лангам язык
    2. Монгол язык
    3. Яул язык

  2. Юат-Марамба языки
    1. Марамба языки
      1. Марамба язык

    2. Юат языки
      1. Бивак язык
      2. Бун язык
      3. Кьенеле язык
      4. Мекмек язык
      5. Чангрива язык